# Tomba (Burkina Faso)
Pour les articles homonymes, voir Tomba.
Tomba est une localité située dans le département de Gourcy de la province du Zondoma dans la région Nord au Burkina Faso.

## Santé et éducation
Le centre de soins le plus proche de Tomba  est le centre médical avec antenne chirurgicale (CMA) provincial à Gourcy.